# アクリュース
アクリュース（古希: Ἀχλύς, Achlys）は、ギリシア神話における戦死者の周りに立ち込める靄の女神。長母音を省略してアクリュスとも表記される。
アクリュースとは古代ギリシア語で「靄」の意味で、瀕死の戦士の側に立ち死者の目に覆いかぶさる靄を擬人化した存在である。
その姿は陰惨で怖ろしく、蒼白く、干からび、饑さに身を竦め、膝は腫れ、手には長い爪が潜むと描写される。また、鼻からは鼻汁が流れ、頬からは血が大地に滴り落ち、ぞっとするような笑いを浮かべてそこに立ち、肩には涙でべっとりした砂塵が厚く積もるともいわれる。